# Kōnstantinos Provydakīs
Kōnstantinos Provydakīs (in greco Κωνσταντίνος Προβυδάκης?; Candia, 21 maggio 1996) è un calciatore greco, difensore del PAE Chania.

## Carriera
Cresciuto nelle giovanili dell'Īrodotos, trascorre i primi anni nelle serie minori del campionato greco; il 6 agosto 2020 si trasferisce al Lamia, formazione della massima serie greca.

## Statistiche

### Presenze e reti nei club
Statistiche aggiornate al 23 gennaio 2022.
| Stagione         | Squadra          | Campionato       | Campionato | Campionato | Coppe nazionali | Coppe nazionali | Coppe nazionali | Coppe continentali | Coppe continentali | Coppe continentali | Altre coppe | Altre coppe | Altre coppe | Totale | Totale |
| Stagione         | Squadra          | Comp             | Pres       | Reti       | Comp            | Pres            | Reti            | Comp               | Pres               | Reti               | Comp        | Pres        | Reti        | Pres   | Reti   |
| ---------------- | ---------------- | ---------------- | ---------- | ---------- | --------------- | --------------- | --------------- | ------------------ | ------------------ | ------------------ | ----------- | ----------- | ----------- | ------ | ------ |
| 2013-2014        | Īrodotos         | GE               | ?          | ?          |                 | -               | -               |                    | -                  | -                  |             | -           | -           | ?      | ?      |
| 2014-2015        | Īrodotos         | GE               | ?          | ?          |                 | -               | -               |                    | -                  | -                  |             | -           | -           | ?      | ?      |
| 2015-2016        | Īrodotos         | 4D               | ?          | ?          |                 | -               | -               |                    | -                  | -                  |             | -           | -           | ?      | ?      |
| Totale Īrodotos  | Totale Īrodotos  | Totale Īrodotos  | ?          | ?          |                 | -               | -               |                    | -                  | -                  |             | -           | -           | ?      | ?      |
| 2016-gen. 2017   | Ermīs Zōnianon   | GE               | ?          | ?          |                 | -               | -               |                    | -                  | -                  |             | -           | -           | ?      | ?      |
| gen.-mag. 2017   | Īrodotos         | 4D               | ?          | ?          |                 | -               | -               |                    | -                  | -                  |             | -           | -           | ?      | ?      |
| 2017-2018        | Īrodotos         | GE               | ?          | ?          |                 | -               | -               |                    | -                  | -                  |             | -           | -           | ?      | ?      |
| 2018-gen. 2019   | Īrodotos         | FL               | 10         | 0          | CG              | 4               | 0               |                    | -                  | -                  |             | -           | -           | 14     | 0      |
| Totale Īrodotos  | Totale Īrodotos  | Totale Īrodotos  | 10+        | 0+         |                 | 4               | 0               |                    | -                  | -                  |             | -           | -           | 14+    | 0+     |
| gen.-mag. 2019   | Ergotelīs        | FL               | 4          | 0          | CG              | 1               | 0               |                    | -                  | -                  |             | -           | -           | 5      | 0      |
| 2019-2020        | Ergotelīs        | SL2              | 18         | 1          | CG              | 1               | 0               |                    | -                  | -                  |             | -           | -           | 19     | 1      |
| Totale Ergotelīs | Totale Ergotelīs | Totale Ergotelīs | 21         | 1          |                 | 2               | 0               |                    | -                  | -                  |             | -           | -           | 23     | 1      |
| 2020-2021        | Lamia            | SL               | 13+4       | 0          | CG              | 2               | 0               |                    | -                  | -                  |             | -           | -           | 19     | 0      |
| 2021-2022        | Lamia            | SL               | 12         | 0          | CG              | 4               | 0               |                    | -                  | -                  |             | -           | -           | 16     | 0      |
| Totale Lamia     | Totale Lamia     | Totale Lamia     | 29         | 0          |                 | 6               | 0               |                    | -                  | -                  |             | -           | -           | 35     | 0      |
| Totale carriera  | Totale carriera  | Totale carriera  | 61+        | 1+         |                 | 12              | 0               |                    | -                  | -                  |             | -           | -           | 73+    | 1+     |